# Triathlon "Uk version"
Triathlon "Uk version" è il secondo singolo estratto dall'album in inglese Cristina Donà, pubblicato nel 2004. I brani, escluso il primo, sono stati registrati dal vivo all'Auditorium Demetrio Stratos di Radio Popolare a Milano.

## Tracce
1. Triathlon (Casasonica Remix - feat. Samuel) "Uk version" - 3:09
2. Mansion on the Hill (cover dal vivo) - 4:12
3. Triathlon "Uk version" (dal vivo) - 3:56
4. Mangialuomo (dal vivo) - 3:50
5. Rosie (cover dal vivo) - 3:56